# Onrust (zandplaat)

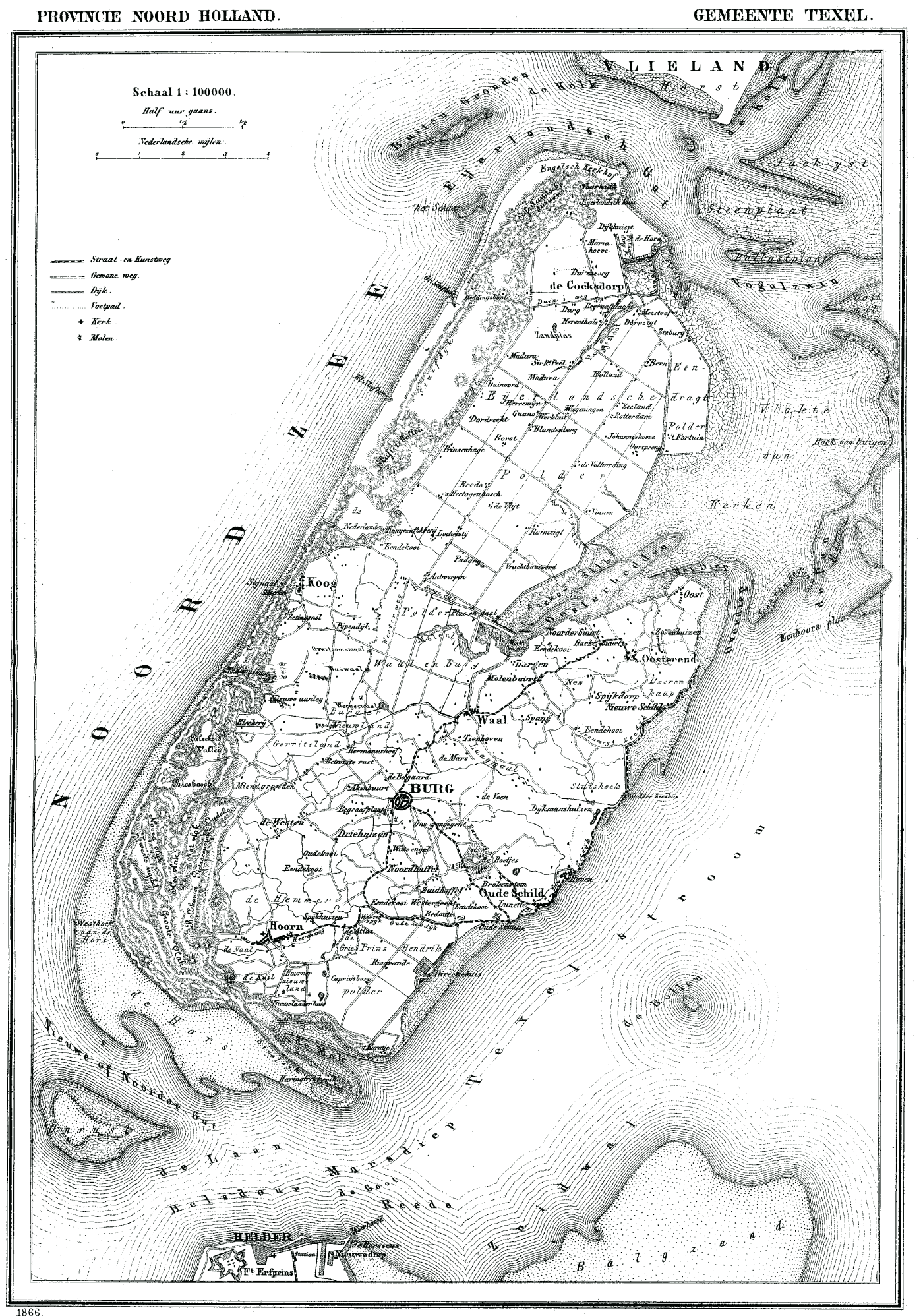
Texel in 1866 met Onrust (linksonder)

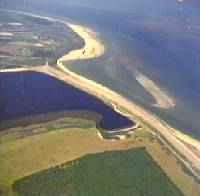
Veerse Gatdam met op de voorgrond een deel van de binnendijkse Plaat van Onrust

De naam Onrust voor zandplaten verwijst naar verschillende platen langs de Hollandse en Zeeuwse kust.
- Bij Texel
Voor de monding van het Marsdiep, het zeegat dat Texel van Noord-Holland scheidt, lag in vroeger eeuwen de zandplaat Onrust. Het dynamische karakter van de Nederlandse zeekust komt tot uiting in de continue verplaatsing van zand in noordelijke, en bij de waddeneilanden in oostelijke richting. In de loop van de jaren heeft dit voor de zandplaat Onrust tot gevolg gehad dat de plaat aan Texel vastgroeide en nu dus niet meer als zelfstandige zandplaat bestaat. Op de plek van de plaat is later Noorderhaaks ontstaan.
- Bij Noord-Beveland
De noordwestpunt van Noord-Beveland vormde tot de start van de werken die resulteerden in de afsluiting van het Veerse Gat een ongeveer 3 kilometer grote punt, de plaat van Onrust aan het eiland. De richting op het noordwesten en de diepte van de Roompot er vlak voor stelde deze kust bloot aan noordwesterstormen en de daarmee gepaard gaande golven. Duinvorming trad daardoor niet op. Met de bouw van de Veerse Gatdam werd de invloed van de zee op een groot deel van de plaat weggenomen. Tegenwoordig is de oorspronkelijke zandplaat in het terrein nauwelijks meer herkenbaar.